# Euro-Express Sonderzüge

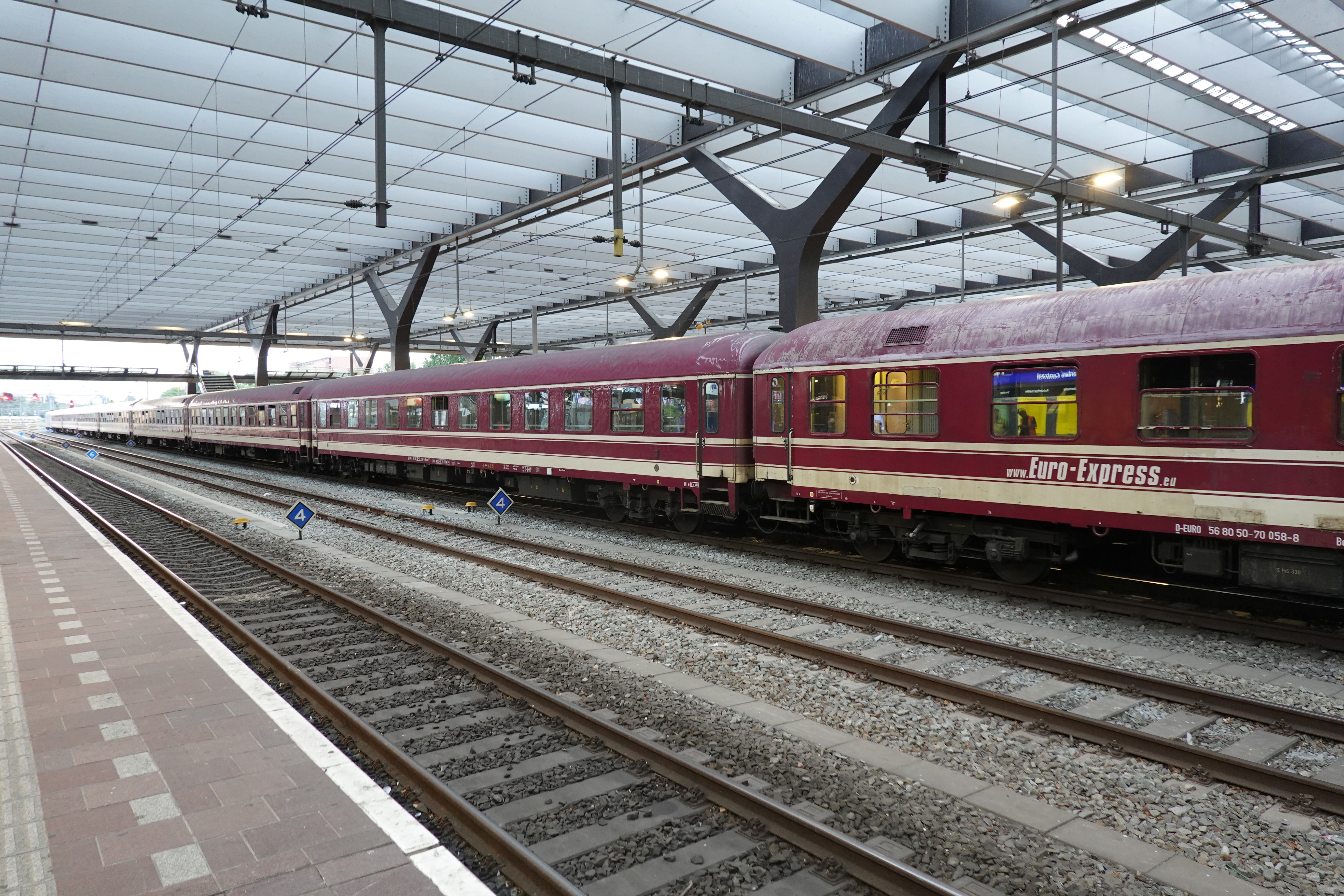
Zug von Euro-Express in Rotterdam Centraal

Die Euro-Express Sonderzüge GmbH & Co. KG ist ein deutscher Reiseveranstalter mit Sitz im westfälischen Münster, der sich auf die Organisation und Durchführung von Sonderzugreisen spezialisiert hat. Das Unternehmen zählt zu den größten privaten Anbietern von Charterzügen in Europa.

## Geschichte

### Müller-Touristik
Heinz Müller begann in den 1970er Jahren mit der Organisation von Kegeltouren und Wochenendreisen ins Sauerland. Aus diesen einfachen Ausflügen entwickelte sich die Müller-Touristik GmbH & Co. KG, die sich auf Clubtourismus, Eventreisen und Gruppenfahrten spezialisierte. Mit innovativen Konzepten wie „Tanzreisen“ und „Partywochenenden“ wurde Müller-Touristik zum Marktführer im Segment der Kurzreisen für Vereine und Gruppen.

### Gründung von Euro-Express Sonderzüge
Um die steigende Nachfrage nach Bahnreisen für große Gruppen zu bedienen, gründete Heinz Müller 1992 die Euro-Express Sonderzüge GmbH & Co. KG. Ziel war es, Sonderzüge für exklusive Gruppenreisen bereitzustellen – mit individuell zusammengestellten Wagen, Eventgastronomie und maßgeschneiderten Fahrplänen.
Das Unternehmen entwickelte sich rasch zu einem der größten privaten Anbieter von Charterzügen in Europa.

### Strategische Entwicklung und Managementwechsel
2010 zog sich Heinz Müller aus dem operativen Geschäft zurück und 2019 wurde das Unternehmen im Rahmen eines Management-Buy-outs von Stefan David übernommen. Dabei wurden die wesentlichen Vermögenswerte im Rahmen eines Asset Deals übernommen. 
Die Übernahme erfolgte durch die EuroZug OpCo GmbH & Co. KG, die zuvor als Vermittler und Betreiber von Sonderzugreisen tätig war. Die Finanzierung des Deals wurde durch die COMCO Leasing GmbH und die Sparkasse Münsterland-Ost unterstützt. Diese firmiert seit der Übernahme des bisherigen Unternehmens ebenfalls unter Euro-Express Sonderzüge GmbH & Co. KG.

## Fahrzeugflotte
Die Flotte umfasst rund 50 Reisezugwagen, darunter:
- Sitz- und Liegewagen
- Bar- und Speisewagen
- Tanz- und Gesellschaftswagen
- Gepäckwagen

Die Wagen sind überwiegend ältere, gebraucht übernommene ehemalige m-Wagen der Deutschen Bundesbahn, die als unklimatisierte Abteilwagen ausgeführt sind und Platz für bis zu 1.000 Fahrgäste pro Zug bieten. Sie werden regelmäßig nach den Sicherheitsstandards der Deutschen Bahn gewartet.